# تلمبه نجفی
تلمبه نجفی (فارسی: تلمبه نجفی) یک روستا در ایران است که در استان کرمان واقع شده است.